# Lancia Montecarlo
El Lancia Montecarlo es un automóvil deportivo ligero producido por el fabricante italiano Lancia entre los años 1975 y 1982.

## Características
La primera serie producida entre 1975 y 1978 fue también conocida como Lancia Beta Montecarlo, mientras que la segunda serie producida entre los años 1979 y 1982 se denominó simplemente como Montecarlo; en ambos casos en honor al famoso distrito de Mónaco. Tanto la primera como la segunda serie fueron ofrecidas en versiones spider y cupé, mientras que solo en la segunda serie estuvo disponible la versión targa. Una versión menos potente del Spider de segunda generación fue comercializado en Estados Unidos con el nombre de Lancia Scorpión.
El Montecarlo estaba basado en el prototipo Abarth 030, conocido internamente bajo el nombre clave de X1/8 (luego como X1/20). El prototipo finalmente se comercializó bajo la marca Lancia y fue carrozado y ensamblado por Pininfarina en Turín, Italia. Se fabricaron 3.835 unidades de la primera serie, 1.940 unidades de la segunda serie y 1.801 unidades de la versión Scorpion para Estados Unidos.